# Contracte de Neubrandenburg
El Contracte de Neubrandenburg, en alemany Neubrandenburger Hausvertrag és un contracte privat conclòs el 7 de maig del 1520 entre els hereus de Magne II (1441-1503), duc de Mecklenburg, per a dividir de facto les competències territorials dels seus fills.

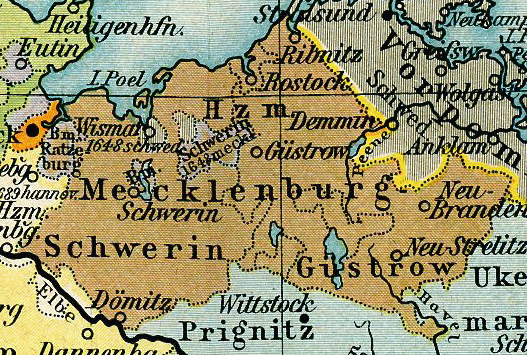
Mapa del Ducat de Mecklenburg-Schwerin de 1648.

Fins llavors ambdós germans Albert VII i Enric V havien governat conjuntament en indivisió. La reforma protestant va causar la dissensió entre ells: Enric era favorable a les reformes, mentrestant Albert volia quedar catòlic. El contracte va dividir Mecklenburg en dos «subducats»: Mecklenburg-Schwerin i Mecklenburg-Güstrow.
Dins del Sacre Imperi Romanogermànic, el ducat continuava sent considerat com un estat únic. Els estaments van exigir que quedessin comuns: els tribunals, el consistori, el landtag (equivalent de les Corts Catalanes), l'òrgan decisiu sobre conflictes de fronteres i el pagament dels costs de la Cambra de la Cort Imperial. També van quedar individits els bisbats, els capítols, uns monestirs majors i les dotze ciutats majors: Rostock, Wismar, Parchim, Güstrow, Neubrandenburg, Schwerin, Sternberg, Malchin, Teterow, Röbel, Waren i Friedland. Una clàusula addicional del 22 de desembre del 1534 va afegir la ciutat de Woldeck a la llista dels territoris de gestió comuna.
La divisió de facto no va ser reconeguda de iure a nivell del Sacre Imperi, que només reconeixia un títol, igual per a ambdós germans, «duc de Mecklenburg». Albert va demanar la divisió completa, però la cort i els estaments imperials van refusar-li-la. El súfix Güstrow o Schwerin només servia per a distingir-los, sense oficialitat.